# Predskazanije
Predskazanije (russisk: Предсказание, da.: Forudsigelse) er en russisk spillefilm fra 1993 instrueret af Eldar Rjasanov, der havde skrevet filmens manuskript baseret på hans egen kortroman af samme navn.. Filmen er et melodrama og en thriller.

## Handling
Den berømte forfatter Oleg Gorjunov vender tilbage til det urolige Moskva fra en kreativ skrivetur. Konfrontationen mellem præsident Boris Jeltsin og den øverste sovjet er i fuld gang; kampvogne, pansrede mandskabsvogne og bevæbnede soldater er på gaden. På togstationen kommer en sigøjnerkvinde til Gorjunov og tilbyder at fortælle hans skæbne. Han tager det med humor, men pludselig hører han det uventede ... han skal have et usædvanligt møde, og det værste er, at Gorjunov skal dø om præcis 24 timer.
Forfatteren er rystet over de dystre forudsigelser. Da han kommer hjem møder han i sin lejlighed en yngre udgave af sig selv. Chokeret forsøger "gamle Gorjunov" at få "unge Gorjunov" til at forklare, hvorfor de skulle mødes, men det er stadig et mysterium ...
Da han indser, at han kun har én dag tilbage i livet, beslutter Oleg Goryunov at foretage de to vigtigste ting han konstant har udskudt. For det første ønsker Gorjunov at hævne sin fars død. For mange år siden blev hans far dræbt af en KGB-agent, en vis Poplavskij, en kemiker med speciale i forgiftning. Begge "Gorjunovs" kommer til forskningsinstituttet, hvor den tidligere morder arbejder, og kræver, at Poplavskij erklærer sig skyldig. I et forsøg på at undslippe konsekvenserne af sine forbrydelser drikker KGB-agenten selv det dødelige stof ...
Men det vigtigste, Oleg Gorjunov beslutter sig for at gøre, er endelig at bekende sin kærlighed til charmerende Ljudmila, der arbejder som kasserer i en bank. Hun gengælder hans følelser, de er sammen, de er glade, men livets barske virkelighed er klar til at ødelægge de elskende. Og kun "unge Oleg Gorjunov" er i stand til at redde dem alle ...

## Medvirkende
- Oleg Basilasjvili som Oleg Gorjunov
- Irène Jacob som Ljudmila Jegorova
- Andrej Sokolov som den unge Oleg Gorjonov
- Aleksej Zharkov som Igor Poplavskij
- Aleksandr Pasjutin